# Centre culturel de Serbie

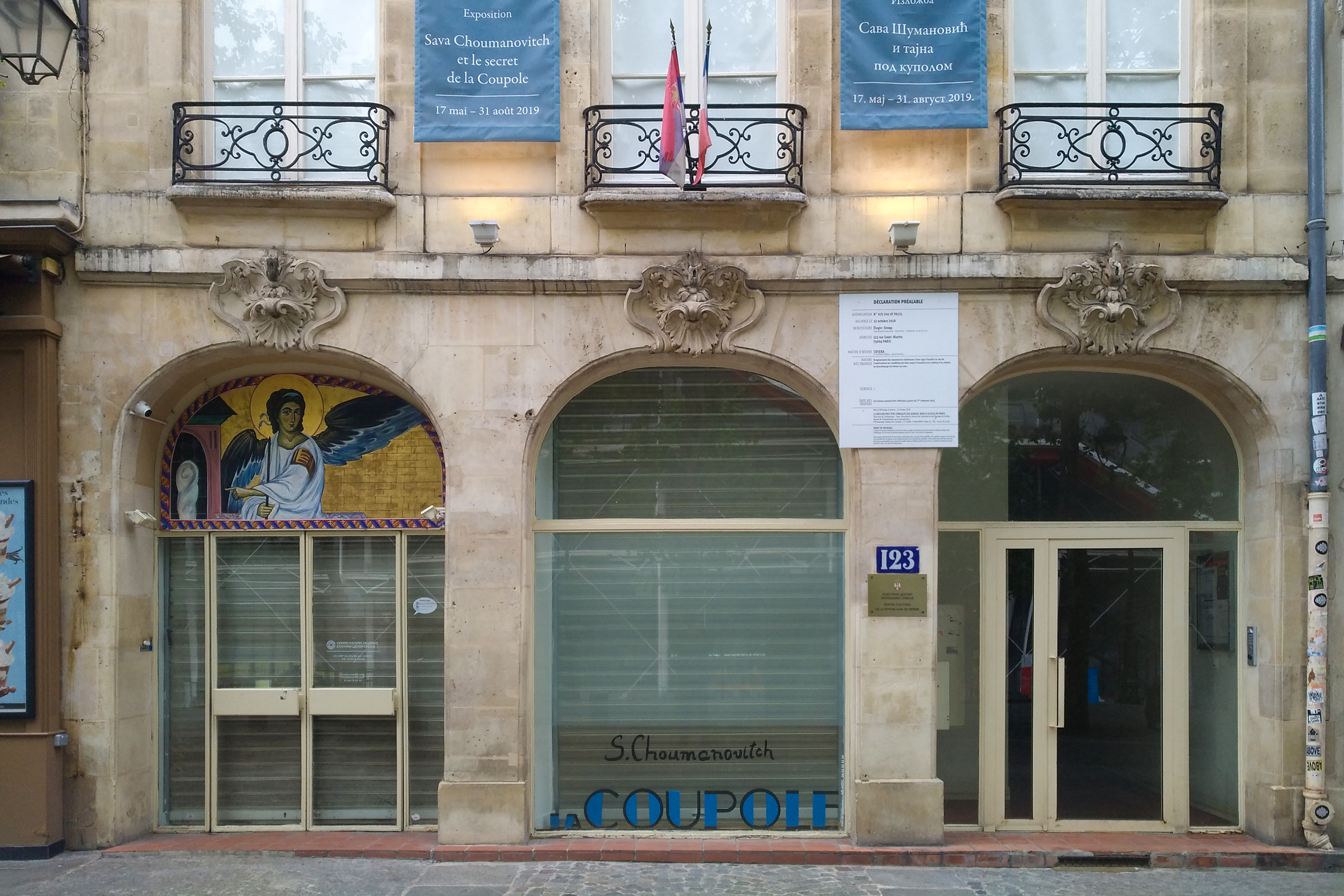
Façade du Centre culturel de Serbie, 123, rue Saint-Martin à Paris.

Le centre culturel de Serbie est un centre culturel promouvant la culture serbe en France. Fondé en 1973, il est situé 123, rue Saint-Martin, dans le  4e arrondissement de Paris. Il est membre du Forum des instituts culturels étrangers à Paris (FICEP). Il est actuellement dirigé par le metteur en scène et scénariste Radoslav Pavlović. 

## Présentation du centre culturel de Serbie

### Fonctionnement
Le premier directeur du centre, à son ouverture en 1973, est le docteur Alexandar Prlja.
Depuis 2017, il est dirigé par Radoslav Pavlović. Il dépend du ministère serbe de la Culture et est membre du FICEP, en qualité de quoi, il accueille chaque année le festival de Jazz Jazzycolor, la Semaine des cultures étrangères, et diverses actions culturelles comme la Fête de la musique ou la Nuit des musées.
Situé en face du Centre Georges-Pompidou, il accueille aussi des concerts, des projections de films, des spectacles ou encore des expositions d'artistes serbes.
Il a participé à la reconnaissance d'artistes serbes de renommée internationale tel que Marko Čelebonović, Emir Kusturica, Vladimir Velikovic, Ljubica Cuce Sokić, Peđa Milosavljević, Ljuba Popović, Goran Bregović, le pianiste Bojan Z, l’écrivain Milovan Danojlić, Nemalja Radulovic, Danilo Kis ou encore Petar Lubarda.
Il est pourvu d'une vaste bibliothèque réunissant des ouvrages en langue serbe et francophone. 

## Annexe